# Parthenope (película de 2024)
Parthenope es una película dramática de 2024 escrita, producida y dirigida por el cineasta italiano Paolo Sorrentino. La cinta es una coproducción franco-italiana y está protagonizada por Celeste Dalla Porta, a la que acompañan en el reparto Stefania Sandrelli, Gary Oldman, Silvio Orlando, Luisa Ranieri, Peppe Lanzetta e Isabella Ferrari. Fue seleccionada para competir por la Palma de Oro en el 77º Festival de Cine de Cannes, donde se presentó el 21 de mayo de 2024. Se estrenó en cines en Italia por PiperFilm el 24 de octubre de 2024. Parténope es el nombre de la sirena que fundó la ciudad de Nápoles.

## Argumento
La película gira sobre la ciudad italiana de Nápoles, cuna de Paolo Sorrentino y una de las ciudades más hermosas de Italia. Además, cierra una trilogía, en la que el director ha homenajeado anteriormente a Roma y el escritor Gambardella en La gran belleza o Nápoles y el fútbol en Fue la mano de Dios. Según Sorrentino, la película trata de una mujer llamada Parthenope "que lleva el nombre de su ciudad pero no es ni una sirena ni un mito". 
En efecto, la hermosa Parthenope recuerda su inquietante adolescencia, en la que su hermano estaba obsesionado con su enigmática figura. Un hecho luctuoso marcará su juventud y la vida de la familia. Su profesor de antropología la considera una estudiante brillante. Mientras estudia, duda en convertirse en actriz, pero el excéntrico mundo que rodea a la profesión no le agrada. Ella piensa en convertirse en esteta y conoce al escritor John Cheever, cuyos libros ha leído de cabo a rabo o tal vez podría tener una aventura interesada con el obispo luciferino que asiste al milagro de la licuefacción de la sangre de San Genaro, un fenómeno que ella estudia en antropología.

## Reparto
- Celeste Dalla Porta como Parthenope Di Sangro
  - Stefania Sandrelli como Parthenope de mayor
- Silvio Orlando como Devoto Marotta
- Gary Oldman como John Cheever
- Dario Aita como Sandrino
- Marlon Joubert como Roberto Criscuolo
- Peppe Lanzetta como el cardenal Tesorone
- Silvia Degrandi como Maggie Di Sangro
- Lorenzo Gleijeses como Sasa Di Sangro
- Daniele Rienzo como Raimondo Di Sangro
- Luisa Ranieri como Greta Cool
- Isabella Ferrari como Flora Malva
- Alfonso Santagata como Achille Lauro
- Paolo Mazzarelli como empresario canoso
- Nello Mascia como Riccardo Macchia

## Coproducción
Parthenope fue coproducida por Lorenzo Mieli para The Apartment Pictures de Fremantle y Ardavan Safaee para Pathé, en asociación con Numero 10 de Sorrentino, PiperFilm, Saint Laurent Productions de Anthony Vaccarello y Logical Content Ventures. En agosto de 2023, se anunció que Gary Oldman formaría parte del elenco. 
El rodaje tuvo lugar en Nápoles y en la cercana isla de Capri. Sorrentino trabajó con la directora de fotografía Daria D'Antonio, quien previamente filmó Fue la mano de Dios (2021).

## Estreno
Parthenope fue seleccionada para competir por la Palma de Oro en el Festival de Cine de Cannes de 2024, donde tuvo su estreno mundial el 21 de mayo de 2024   y obtuvo una ovación de nueve minutos y medio al final de su proyección. 
Antes de su estreno en Cannes, A24 adquirió los derechos de distribución de la película en América del Norte. En mayo de 2024 se anunció la creación de una nueva empresa italiana de distribución y ventas internacionales denominada PiperFilm, con Netflix como socio para la ventana post-cines y con un acuerdo con Warner Bros. Entertainment Italia para la distribución operativa en cines de sus películas. Parthenope fue nombrada como la primera adquisición de PiperFilm y se lanzó el 24 de octubre de 2024. La película tiene previsto su estreno en cines en Francia el 12 de marzo de 2025. El estreno en los Estados Unidos será para el 7 de febrero de 2025.

## Recepción
Peter Bradshaw, ' periódico The Guardian, desestimó la película por ser "simplista" y "pretenciosa", acusó a Sorrentino de "pura autoparodia" y comparó la película con un anuncio de larga duración de una colonia cara. Davide Abbatescianni, de Cineuropa, la define como "la película menos lograda de Sorrentino, técnicamente impecable pero narrativamente débil", y añade que el personaje de Dalla Porta "es demasiado críptico", haciendo que el público "tenga dificultades para comprender su comportamiento, su arrogancia y audacia, y las muchas conversaciones grandilocuentes y didácticas de las que forma parte".

### Reconocimientos
| Premios                    | Fecha              | Categoría                           | Destinatarios/as | Notas  | Ref. |
| -------------------------- | ------------------ | ----------------------------------- | ---------------- | ------ | ---- |
| Festival de Cine de Cannes | 25 de mayo de 2024 | Palma de Oro                        | Paolo Sorrentino | [ 14 ] |      |
| Festival de Cine de Cannes | 25 de mayo de 2024 | Premio CST al mejor artista-técnico | Daria D'Antonio  | [ 15 ] |      |